# Domenico Millelire (submarino)
O Domenico Millelire foi um dos quatro submarinos da classe Balilla de submarinos construídos para a Regia Marina (Marinha Real Italiana) durante o final dos anos 1920. A origem de seu nome vem de um oficial da Marinha Italiana que foi o primeiro a receber a Medalha de Ouro de Valor Militar. Sua atuação é considerada como muito limitada e pouca pois participou de apenas quatro missões de combate como submarino, além de sete viagens entre portos italianos. O Domenico Millelire foi convertido em um navio de combustível em 1941 e vendido para a empresa Pirelli a fim de ser convertido em um navio de transporte de borracha (serviço esse em que se manteve até 1978).

## Características gerais
O Domenico Millelire foi um dos primeiros submarinos cruzadores construídos para a Regia Marina. Ele deslocava 1 450 toneladas na superfície e 1 904 toneladas quando submerso. Ele tinha 86,5 metros de comprimento, tinha uma boca de 7,8 metros e um calado de 4,7 metros. Ele tinha uma profundidade operacional de mergulho de 110 metros. Sua tripulação era de 77 oficiais e homens alistados.
Para a navegação na superfície, ele era movido por dois motores a diesel de 2 944 quilowatts, cada um acionando um eixo de hélice. Quando submerso, cada hélice era impulsionada por um motor elétrico de 1 620 quilowatts. Ele também estava equipado com um motor auxiliar de diesel que lhes dava uma velocidade de sete nós (treze quilômetros por hora) na superfície. Ele podia atingir uma velocidade máxima de 17,5 nós (32,4 quilômetros por hora) na superfície e 8,9 nós (16,5 quilômetros por hora) debaixo d'água. Na superfície, ele tinha um alcance de 22 000 quilômetros a sete nós; quando submerso, ele tinha um alcance de duzentos quilômetros a três nós (5,6 quilômetros por hora).
Ele estava armado com seis tubos de torpedo internos de 533 milímetros, quatro na proa e dois na popa, para os quais carregavam uma dezena de torpedos. Ele também contava com um único canhão de convés de 120 milímetros, à frente da torre de comando, para combate na superfície. Seu armamento antiaéreo consistia em duas metralhadoras de 13,2 milímetros.

## Construção e histórico de serviço
O Domenico Millelire teve sua quilha batida em 26 de janeiro 1925, pelo estaleiro Odero-Terni-Orlando em Muggiano, La Spezia. Ele foi lançado em 19 de setembro de 1927 e comissionado em 11 de agosto de 1928.

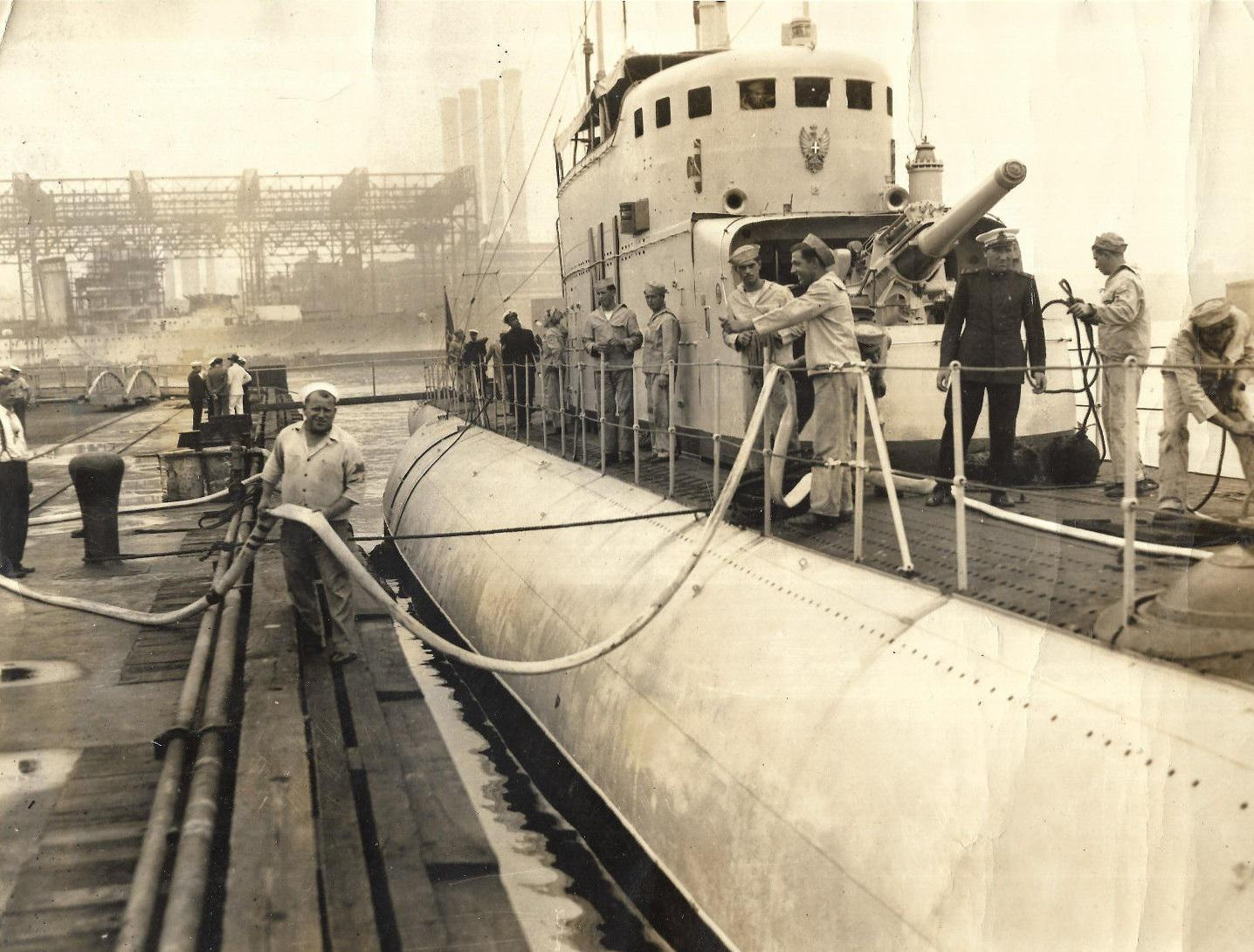
O Domenico Millelire fundeado.

Entre março e setembro de 1933 foi utilizado para dar suporte a travessia do Atlântico de Italo Balbo: junto com seu irmão Balilla e as canhoneiras Biglieri e Matteucci, ele cruzou o Atlântico sob o comando do tenente-comandante Franco Zannoni; serviu de farol e informava as condições meteorológicas aos aviões de Balbo; esta viagem serviu também para testar as qualidades de navegação em alto-mar do Balilla, elas foram consideradas boas. Uma vez em Chicago, o submarino foi visitado por Italo Balbo que então fez um discurso à tripulação.

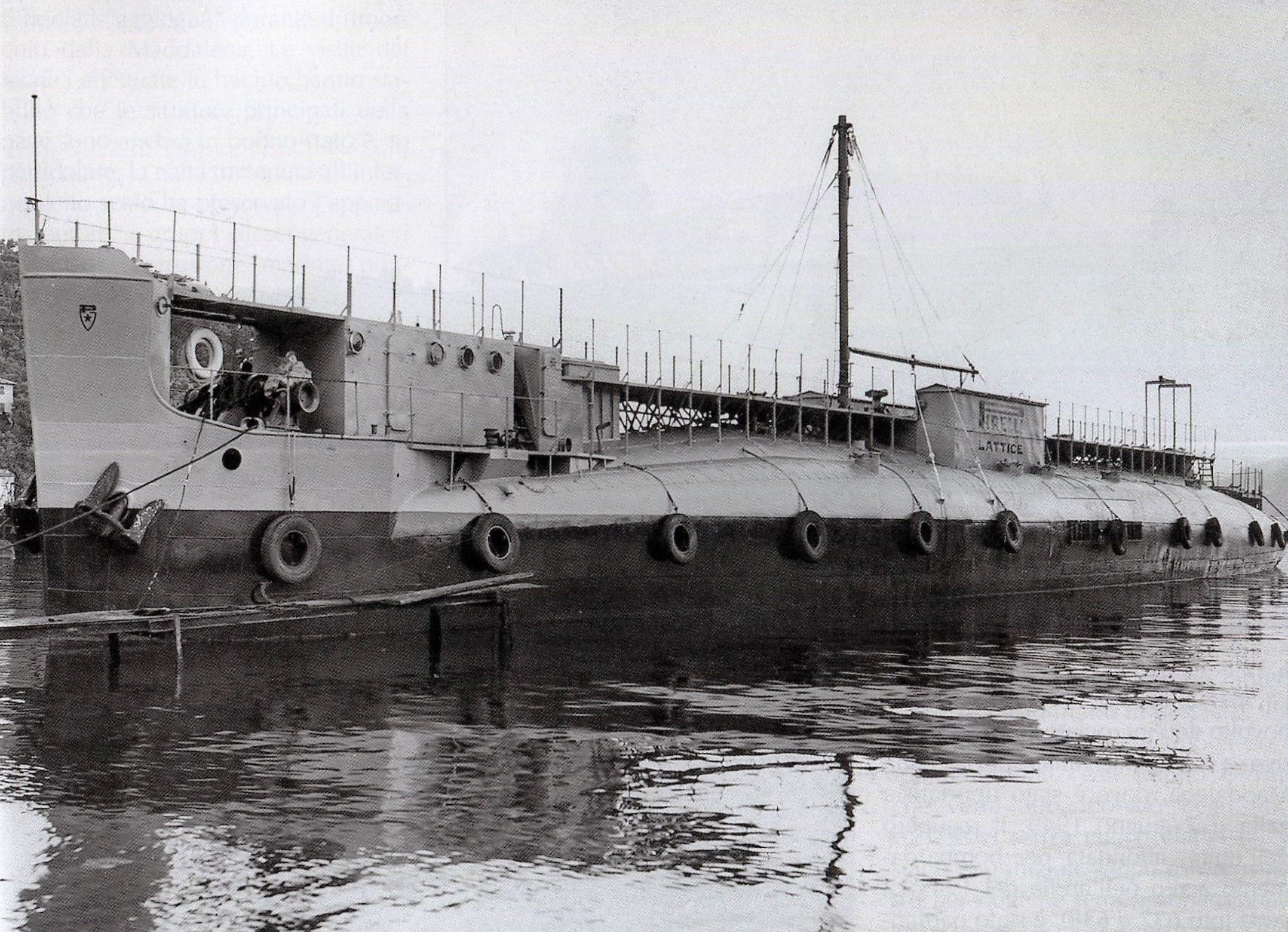
O Domenico Millelire como um navio de transporte de borracha.

Sua primeira patrulha, durante a Segunda Guerra, foi fazer uma emboscada no Canale di Caso. Ele permaneceu nessa patrulha a partir do dia 19 de agosto de 1940 até 9 de setembro do mesmo ano. Sua segunda patrulha consistiu em um ataque malsucedido a um submarino nas proximidades do Canal de Otranto.
No dia 15 de maio de 1941, o Domenico Millelire foi desarmado e convertido em um navio de combustível sob a sigla GR 248. Durante seu serviço para a Marina Militare, participou de quatro emboscadas e sete viagens entre portos italianos. Após a guerra, foi vendido para a Pirelli a fim de se tornar um navio de transporte de borracha em 1948 até que em 1978 foi desmontado.